# Constantine Phaulkon

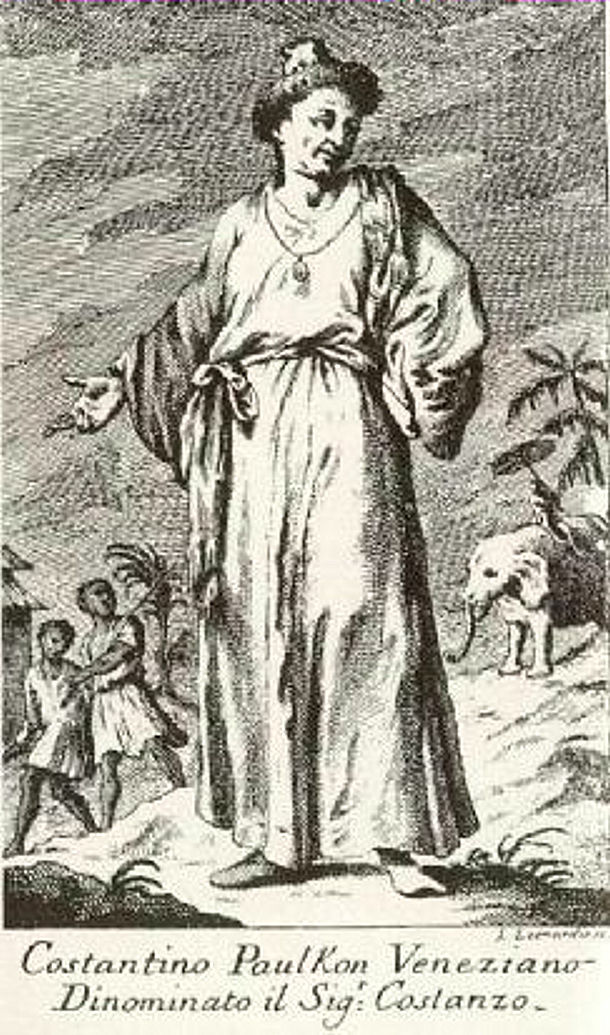
Constantine Phaulkon

Constantine Phaulkon (eigentl. Konstantin Gerakis, Κωνσταντίνος Γεράκης, auch Faulcon, thailändischer Name Vichayen, in Thai เจ้าพระยา วิชาเยนทร์ – Chao Phraya Wichayen; * 1647 auf Kefalonia/Griechenland; † 5. Juni 1688 in Lop Buri/Thailand) war ein griechischer Abenteurer und Kanzler im Königreich von Ayutthaya in Siam (heute Thailand).
Als Constantine Gerakis (= Falke) geboren verließ er schon früh das Elternhaus, um auf einem englischen Schiff anzuheuern. Später wurde er Schiffsassistent auf einem Frachter der Brüder White in England, die den Handel mit Ostasien aufnehmen wollten. 1675 kam er schließlich nach Ayutthaya. Hier konnte er sein Sprachtalent nutzen, innerhalb weniger Monate hatte er sich die Thailändische Sprache soweit angeeignet, dass er als Übersetzer in die Dienste des Königs Narai eintreten konnte.
Wegen seiner guten Kontakte zur Englischen Ostindischen Handelskompanie und zu anderen Wirtschaftsunternehmen in Südostasien stieg er schnell zum Berater des Königs auf. Er veranlasste die Annäherung an Frankreich, um ein Gegengewicht gegen England und Holland zu schaffen, aber auch um seine Geschäfte an der Ostindischen Kompanie vorbei nicht publik werden zu lassen. 1682 wurde die Ostindienkompanie Frankreichs in Ayutthaya installiert.
Im Mai 1682, im Alter von 34 Jahren, heiratete Phaulkon die 16-jährige Maria Guyomar de Pinha (französisiert: Marie Guimar; auch Madame Constance genannt), katholische Tochter eines Portugiesen und einer Japanerin. Das Paar hatte einen Sohn, George, der nach dem Fall Ayutthayas 1758 nach Birma verschleppt wurde.
Im Juli 1683 übernahm Phaulkon faktisch die Position des Phra Khlang (Schatz- und Handelsminister), auch wenn ein (von ihm abhängiger) siamesischer Adeliger pro forma diesen Titel trug. Damit war er auch für Außenpolitik zuständig. Bald darauf übernahm er auch die Führung des Mahatthai-Ministeriums, das an der Spitze der gesamten Zivilverwaltung stand. 1685 schickte Phaulkon eine siamesische Gesandtschaft unter Führung von Kosa Pan. nach Paris, um Frankreich für eine „Verteidigung“ Siams gegen England zu gewinnen. Zwei Jahre später kamen 700 Soldaten und französische Architekten, die ein Fort an der Hafeneinfahrt des Mae Nam Chao Phraya (Chao-Phraya-Fluss), dem heutigen Thonburi, errichteten. England machte seinen ganzen Einfluss geltend, um seine Interessen durchzusetzen. Schließlich versenkte man die Fregatte eines der Gebrüder White, die immer noch im Namen des Königs Narai mit Phaulkon gute Geschäfte machten. Außerdem belagerten englische Kriegsschiffe Mergui, eine Hafenstadt an der Küste des heutigen Myanmar. Schließlich erklärte Siam der Englischen Ostindischen Kompanie den Krieg (nicht jedoch England selbst). Die Forts von Mergui versenkten eine englische Fregatte.
Der siamesische Adel war über die Entwicklung alles andere als glücklich, liefen doch die Geschäfte hauptsächlich über den unersättlichen Phaulkon und seine Mittelsmänner. Sie beschlossen Gegenmaßnahmen. In dieser Zeit kam ihnen die schwere Erkrankung des Königs Narai sehr recht. Sie setzten den König in Lop Buri fest. Der Führer der Opposition, Phra Phetracha, ließ den Thronerben, Phra Pui, umbringen. Wenig später auch die beiden noch lebenden Brüder des Königs. Der Weg war für Phra Petracha frei, den Königsthron einzunehmen.
Phaulkon wurde gefangengesetzt und gefoltert, um die in den Jahren angehäuften Schätze zu erlangen. Schließlich wurden er und seine Günstlinge am 5. Juni 1688 hingerichtet.